# Phragmatobia reticulata
Phragmatobia reticulata là một loài bướm đêm thuộc phân họ Arctiinae, họ Erebidae.